# Tepavia Trans
Tepavia Trans was een Moldavische luchtvaartmaatschappij.
Tepavia Trans werd opgericht op 18 mei 1999 en voerde zowel passagiers- als vrachtvluchten uit. Het bedrijf leaste ook vliegtuigen aan andere bedrijven op basis van een wet-leaseovereenkomst. De activiteiten van Tepavia Trans werden stopgezet in 2006.

## Vloot
De vloot van Tepavia Trans bestond uit:
- 2 Antonov An-12
- 4 Antonov An-28